# Godensholter Tief (Naturschutzgebiet)
Das Godensholter Tief ist ein Naturschutzgebiet in den niedersächsischen Gemeinden Barßel im Landkreis Cloppenburg und Apen im Landkreis Ammerland.

## Allgemeines
Das Naturschutzgebiet mit dem Kennzeichen NSG WE 285 ist rund 93 Hektar groß. Etwa 81 Hektar liegen im Landkreis Cloppenburg, 12 Hektar im Landkreis Ammerland. Das gleichnamige, gut 85 Hektar große FFH-Gebiet ist Bestandteil des Naturschutzgebietes. Das Gebiet steht seit dem 1. Januar 2018 unter Naturschutz. Zuständige untere Naturschutzbehörden sind die Landkreise Cloppenburg und Ammerland.

## Beschreibung
Das Naturschutzgebiet liegt östlich von Barßel. Es stellt einen Abschnitt der Niederung des namensgebenden Godensholter Tiefs mit Resten angrenzender, eiszeitlicher Binnendünen unter Schutz. Die Niederung wird überwiegend von feuchten Niedermoorböden mit als Weide oder Mähwiese genutztem Grünland geprägt. Daneben sind Röhrichte sowie feuchte Hochstaudenfluren zu finden. In Teilen stocken von Erle und Esche dominierte Auwaldreste, Waldparzellen und Baumgruppen. Stellenweise befinden sich Altwasser des Godensholter Tiefs. Am Rand des Naturschutzgebietes befindet sich das in einer Ausblasmulde entstandene, rund zwei Hektar große Drakamp-Schlatt, das als Naturdenkmal ausgewiesen ist. Das Schlatt ist von Gehölzen umgeben und grenzt an den südlich des Naturschutzgebietes liegenden Loher Wald. Im Uferbereich des Schlatts siedeln typische Moorpflanzen wie Torfmoose, Sonnentau, Seggen, Sumpfblutauge und Gagelstrauch.
Das Naturschutzgebiet grenzt stellenweise an öffentliche Straße bzw. Wirtschaftswege. Im Nordwesten grenzt es an den Bahndamm der Bahnstrecke Cloppenburg–Ocholt. Die Kreisstraße 299 von Godensholt zur Landesstraße 832 quert das Gebiet.